# Hiroki Abe
Hiroki Abe (安部 裕葵?, Abe Hiroki; Tokyo, 28 gennaio 1999) è un calciatore giapponese, attaccante degli Urawa Reds.

## Statistiche

### Presenze e reti nei club
Statistiche aggiornate al 13 dicembre 2020.
| Stagione               | Squadra                | Campionato             | Campionato | Campionato | Coppe nazionali | Coppe nazionali | Coppe nazionali | Coppe continentali | Coppe continentali | Coppe continentali | Altre coppe | Altre coppe | Altre coppe | Totale | Totale |
| Stagione               | Squadra                | Comp                   | Pres       | Reti       | Comp            | Pres            | Reti            | Comp               | Pres               | Reti               | Comp        | Pres        | Reti        | Pres   | Reti   |
| ---------------------- | ---------------------- | ---------------------- | ---------- | ---------- | --------------- | --------------- | --------------- | ------------------ | ------------------ | ------------------ | ----------- | ----------- | ----------- | ------ | ------ |
| 2017                   | Kashima Antlers        | J1                     | 13         | 1          | CG+CdL          | 2+1             | 2+1             | ACL                | 1                  | 0                  | SG          | 0           | 0           | 17     | 4      |
| 2018                   | Kashima Antlers        | J1                     | 22         | 2          | CG+CdL          | 5+2             | 1+0             | ACL                | 8                  | 1                  | Cmc         | 3           | 1           | 40     | 5      |
| 2019                   | Kashima Antlers        | J1                     | 14         | 1          | CG+CdL          | 1+0             | 0               | ACL                | 7                  | 0                  | -           | -           | -           | 5      | 0      |
| Totale Kashima Antlers | Totale Kashima Antlers | Totale Kashima Antlers | 49         | 4          |                 | 11              | 4               |                    | 16                 | 1                  |             | 3           | 1           | 79     | 10     |
| 2019-2020              | Barcellona B           | SDB                    | 20         | 4          | -               | -               | -               | -                  | -                  | -                  | -           | -           | -           | 20     | 4      |
| 2020-2021              | Barcellona B           | SDB                    | 3          | 0          | -               | -               | -               | -                  | -                  | -                  | -           | -           | -           | 3      | 0      |
| Totale Barcellona B    | Totale Barcellona B    | Totale Barcellona B    | 23         | 4          |                 | -               | -               |                    | -                  | -                  |             | -           | -           | 23     | 4      |
| Totale carriera        | Totale carriera        | Totale carriera        | 72         | 8          |                 | 11              | 4               |                    | 16                 | 1                  |             | 3           | 1           | 102    | 14     |

### Cronologia presenze e reti in nazionale
| Cronologia completa delle presenze e delle reti in nazionale ― Giappone | Cronologia completa delle presenze e delle reti in nazionale ― Giappone | Cronologia completa delle presenze e delle reti in nazionale ― Giappone | Cronologia completa delle presenze e delle reti in nazionale ― Giappone | Cronologia completa delle presenze e delle reti in nazionale ― Giappone | Cronologia completa delle presenze e delle reti in nazionale ― Giappone | Cronologia completa delle presenze e delle reti in nazionale ― Giappone | Cronologia completa delle presenze e delle reti in nazionale ― Giappone |
| Data                                                                    | Città                                                                   | In casa                                                                 | Risultato                                                               | Ospiti                                                                  | Competizione                                                            | Reti                                                                    | Note                                                                    |
| ----------------------------------------------------------------------- | ----------------------------------------------------------------------- | ----------------------------------------------------------------------- | ----------------------------------------------------------------------- | ----------------------------------------------------------------------- | ----------------------------------------------------------------------- | ----------------------------------------------------------------------- | ----------------------------------------------------------------------- |
| 18-6-2019                                                               | San Paolo                                                               | Giappone                                                                | 0 – 4                                                                   | Cile                                                                    | Coppa America 2019 - 1º turno                                           | -                                                                       | 66’                                                                     |
| 21-6-2019                                                               | Porto Alegre                                                            | Uruguay                                                                 | 2 – 2                                                                   | Giappone                                                                | Coppa America 2019 - 1º turno                                           | -                                                                       | 67’                                                                     |
| 25-6-2019                                                               | Belo Horizonte                                                          | Ecuador                                                                 | 1 – 1                                                                   | Giappone                                                                | Coppa America 2019 - 1º turno                                           | -                                                                       | 82’                                                                     |
| Totale                                                                  |                                                                         | Presenze                                                                | 3                                                                       |                                                                         | Reti                                                                    | 0                                                                       |                                                                         |

| Cronologia completa delle presenze e delle reti in nazionale ― Giappone under 23 | Cronologia completa delle presenze e delle reti in nazionale ― Giappone under 23 | Cronologia completa delle presenze e delle reti in nazionale ― Giappone under 23 | Cronologia completa delle presenze e delle reti in nazionale ― Giappone under 23 | Cronologia completa delle presenze e delle reti in nazionale ― Giappone under 23 | Cronologia completa delle presenze e delle reti in nazionale ― Giappone under 23 | Cronologia completa delle presenze e delle reti in nazionale ― Giappone under 23 | Cronologia completa delle presenze e delle reti in nazionale ― Giappone under 23 |
| Data                                                                             | Città                                                                            | In casa                                                                          | Risultato                                                                        | Ospiti                                                                           | Competizione                                                                     | Reti                                                                             | Note                                                                             |
| -------------------------------------------------------------------------------- | -------------------------------------------------------------------------------- | -------------------------------------------------------------------------------- | -------------------------------------------------------------------------------- | -------------------------------------------------------------------------------- | -------------------------------------------------------------------------------- | -------------------------------------------------------------------------------- | -------------------------------------------------------------------------------- |
| 6-9-2019                                                                         | Celaya                                                                           | Messico under 23                                                                 | 0 – 0                                                                            | Giappone under 23                                                                | Amichevole                                                                       | -                                                                                | 27’ 57’                                                                          |
| 9-9-2019                                                                         | Chula Vista                                                                      | Stati Uniti under 23                                                             | 2 – 0                                                                            | Giappone under 23                                                                | Amichevole                                                                       | -                                                                                | 61’                                                                              |
| 28-12-2019                                                                       | Nagasaki                                                                         | Giappone under 23                                                                | 9 – 0                                                                            | Giamaica under 23                                                                | Amichevole                                                                       | 1                                                                                | 58’                                                                              |
| Totale                                                                           |                                                                                  | Presenze                                                                         | 3                                                                                |                                                                                  | Reti                                                                             | 1                                                                                |                                                                                  |

| Cronologia completa delle presenze e delle reti in nazionale ― Giappone under 20 | Cronologia completa delle presenze e delle reti in nazionale ― Giappone under 20 | Cronologia completa delle presenze e delle reti in nazionale ― Giappone under 20 | Cronologia completa delle presenze e delle reti in nazionale ― Giappone under 20 | Cronologia completa delle presenze e delle reti in nazionale ― Giappone under 20 | Cronologia completa delle presenze e delle reti in nazionale ― Giappone under 20 | Cronologia completa delle presenze e delle reti in nazionale ― Giappone under 20 | Cronologia completa delle presenze e delle reti in nazionale ― Giappone under 20 |
| Data                                                                             | Città                                                                            | In casa                                                                          | Risultato                                                                        | Ospiti                                                                           | Competizione                                                                     | Reti                                                                             | Note                                                                             |
| -------------------------------------------------------------------------------- | -------------------------------------------------------------------------------- | -------------------------------------------------------------------------------- | -------------------------------------------------------------------------------- | -------------------------------------------------------------------------------- | -------------------------------------------------------------------------------- | -------------------------------------------------------------------------------- | -------------------------------------------------------------------------------- |
| 25-3-2018                                                                        | Giacarta                                                                         | Indonesia under 20                                                               | 1 – 4                                                                            | Giappone under 20                                                                | Amichevole                                                                       | -                                                                                | 63’                                                                              |
| 19-10-2018                                                                       | Cibinong                                                                         | Giappone under 20                                                                | 5 – 2                                                                            | Corea del Nord under 20                                                          | Coppa d'Asia AFC Under-19 2018                                                   | 1                                                                                | 76’                                                                              |
| 22-10-2018                                                                       | Cibinong                                                                         | Thailandia under 20                                                              | 1 – 3                                                                            | Giappone under 20                                                                | Coppa d'Asia AFC Under-19 2018                                                   | -                                                                                |                                                                                  |
| 28-10-2018                                                                       | Giacarta                                                                         | Giappone under 20                                                                | 2 – 0                                                                            | Indonesia under 20                                                               | Coppa d'Asia AFC Under-19 2018                                                   | -                                                                                | 65’                                                                              |
| 21-3-2019                                                                        | Łódź                                                                             | Polonia under 20                                                                 | 4 – 1                                                                            | Giappone under 20                                                                | Amichevole                                                                       | -                                                                                | cap. 32’                                                                         |
| 23-3-2019                                                                        | San Pedro del Pinatar                                                            | Argentina under 20                                                               | 1 – 0                                                                            | Giappone under 20                                                                | Amichevole                                                                       | -                                                                                | cap.                                                                             |
| Totale                                                                           |                                                                                  | Presenze                                                                         | 6                                                                                |                                                                                  | Reti                                                                             | 1                                                                                |                                                                                  |

## Palmarès

### Club

#### Competizioni nazionali
- Supercoppa del Giappone: 1

Kashima Antlers: 2017

#### Competizioni internazionali
- AFC Champions League: 1

Kashima Antlers: 2018

### Individuale
- Miglior giovane della J.League: 1

2018